# Phaethornis guy
L'eremita verde o colibrì del sole verde  (Phaethornis guy (Lesson, 1833)) è un uccello della famiglia Trochilidae, diffuso in America centrale e Sud America.

## Biologia
È una specie nettarivora che raccoglie il nettare dai fiori di diverse specie di angiosperme tra cui Justicia umbrosa e Stenostephanus leiorhachis (Acanthaceae), Pitcairnia brittoniana e Guzmania nicaraguensis (Bromeliaceae), Costus barbatus (Costaceae), Drymonia conchocalyx e D. rubra (Gesneriaceae), Heliconia tortuosa (Heliconiaceae), Malvaviscus palmanus (Malvaceae), Renealmia thrysoides (Zingiberaceae), Burmeistera cyclostigmata e Centropogon solanifolius (Campanulaceae), Psammisia ramiflora (Ericaceae), Palicourea elata e Hillia triflora (Rubiaceae).

## Distribuzione e habitat
La specie è diffusa in Costa Rica, Panama, Colombia, Ecuador, Perù, Venezuela e Trinidad e Tobago.